# Hermachura
Hermachura là một chi nhện trong họ Nemesiidae.
Hermachura được miêu tả năm 1923 bởi Mello-Leitão.

## Soort
Hermachura có các loài sau:
- Hermachura leuderwaldti Mello-Leitão, 1923